# Paranthaclisis nevadensis
Paranthaclisis nevadensis is een insect uit de familie van de mierenleeuwen (Myrmeleontidae), die tot de orde netvleugeligen (Neuroptera) behoort. 
Paranthaclisis nevadensis is voor het eerst wetenschappelijk beschreven door Banks in 1939.